# Krennerit
A krennerit egy ritka arany-ezüst tellurid ásvány. Nevét Krenner József magyar mineralógusról kapta, aki – eredetileg bunsenin néven – először írta le 1877-ben.

## Keletkezése
Nemesfém-telluridos telérek egyik jellemző ásványa. Hidrotermális folyamatok során keletkezik, jellemzően epitermális aranylelőhelyeken. Az érctársulás legelső kiválásai közé tartozik. Kialakulása magas hőmérsékletű (200–300°C) fluidumokhoz köthető, amelyek gazdag arany-, ezüst- és tellúrtartalommal rendelkeznek. Az ásvány kristályosodása során az arany és az ezüst aránya változhat, ami befolyásolja a krennerit összetételét és tulajdonságait.

## Előfordulása
A krennerit világszerte több helyen is előfordul, de általában kis mennyiségben. Jelentősebb lelőhelyei találhatók Romániában (Săcărâmb, korábban Nagyág), az Egyesült Államokban (Colorado, Cripple Creek) és Ausztráliában (Kalgoorlie). A Kárpát-medencében, különösen Erdélyben több helyen is felfedezték már, például Verespatak (Roșia Montană) és Aranyosbánya (Baia de Arieș) környékén.

### Előfordulása Magyarországon
Magyarországi előfordulása nem ismert. 

## Szerkezete, tulajdonságai
Megjelenését tekintve a krennerit általában apró, tűs vagy oszlopos kristályokat alkot. A kristályok gyakran összefonódnak, sűrű, sugaras növekedéseket alkotva. Színe acélos, ezüstfehér vagy halványsárga, gyakran aranyos árnyalattal. Fémes fényű, amely különösen feltűnő a friss törésfelületeken. A krennerit kristályai ritkán haladják meg az 1 centiméteres nagyságot, de mikroszkóp alatt látványos formákat mutatnak. Keménysége a Mohs-skálán 2,5-3 között van, így viszonylag puha ásványnak számít. Hasadása tökéletes, aminek köszönhetően könnyen lemezekre vágható. Jellemzően más tellurid ásványokkal, például szilvanittal vagy nagyágittal társul.

## Nevének eredete
Érdekesség, hogy az ásvány első leírója, Krenner József Schuller Alajostól, az akkori Műegyetem fizikaprofesszorától kapta az első, évekkel korábban Nagyágon gyűjtött ércdarabokat. Az érceken lévő apró, addig ismeretlen kristályokat Robert Wilhelm Bunsen tiszteletére nevezte el bunseninnek. Az elnevezést az indokolta, hogy Bunsen rendkívül alapos kémiai elemzései nagyban hozzájárultak egy másik, szintén Nagyágról származó ásvány, a nagyágit összetételének pontos meghatározásához és leírásához.
Krennerrel szinte egyidőben Gerhard vom Rath bonni geológusprofesszor is leírta az ásványt, szintén Nagyágról, de más forrásból beszerzett minták alapján. Vom Rath cikkének megjelenése előtt értesült Krenner leírásáról. Így ő a későbbi publikációban krenneritnek nevezte át az új ásványt, hogy elkerülje a zavaró névegyezést egy korábban, már 1868-ban leírt bunsenit (NiO) nevű ásvánnyal.